# Taça Brasil 1964
La Taça Brasil 1964 (in italiano Coppa Brasile 1964) è stata la 6ª edizione del torneo. Vi parteciparono le squadre vincitrici di 21 campionati statali disputati l'anno precedente, più il Santos campione in carica.

## Formula
- Primo turno: 4 gruppi da 4 squadre ciascuno divisi geograficamente. Le squadre disputano semifinali e finale in modo da designare la vincitrice di ogni gruppo, che si qualifica alla fase seguente.

- Secondo turno: le 2 vincitrici dei gruppi si affrontano per determinare le finaliste. Le squadre sono divise per regione di provenienza in due zone (Nord e Sud)

- Fase finale: le 2 vincitrici delle zone si affrontano nei quarti di finale con il campione di carica Santos e la squadra campione di Bahia. Le due vincitrici si affrontano in semifinale con le squadre campioni di Guanabara e di San Paolo disputando i due posti nella finale.

## Partecipanti
| Squadra             | Città                 | Stato               |
| ------------------- | --------------------- | ------------------- |
| Alecrim             | Natal                 | Rio Grande do Norte |
| Atlético Mineiro    | Belo Horizonte        | Minas Gerais        |
| Campinense          | Campina Grande        | Paraíba             |
| Ceará               | Fortaleza             | Ceará               |
| Confiança           | Aracaju               | Sergipe             |
| Cruzeiro do Sul     | Brasilia              | Distretto Federale  |
| CSA                 | Maceió                | Alagoas             |
| Flamengo            | Rio de Janeiro        | Guanabara           |
| Fluminense de Feira | Feira de Santana      | Bahia               |
| Goytacaz            | Campos dos Goytacazes | Rio de Janeiro      |
| Grêmio              | Porto Alegre          | Rio Grande do Sul   |
| Grêmio Maringá      | Maringá               | Paraná              |
| Maranhão            | São Luís              | Maranhão            |
| Metropol            | Criciúma              | Santa Catarina      |
| Nacional-AM         | Manaus                | Amazonas            |
| Náutico             | Recife                | Pernambuco          |
| Palmeiras           | San Paolo             | San Paolo           |
| Paysandu            | Belém                 | Pará                |
| Rio Branco-ES       | Cariacica             | Espírito Santo      |
| River               | Teresina              | Piauí               |
| Santos              | Santos                | San Paolo           |
| Vila Nova           | Goiânia               | Goiás               |

## Primo turno

### Gruppo Nord-Est

#### Quarti di finale

##### Andata
| [[Natal]] 26 luglio 1964 | Alecrim | 2 – 3 | Campinense |  |

| Aracaju 26 luglio 1964 | Confiança | 2 – 0 | CSA |  |

##### Ritorno
| Campina Grande 2 agosto 1964 | Campinense | 4 – 0 | Alecrim |  |

| Maceió 2 agosto 1964 | CSA | 1 – 0 | Confiança |  |

##### Spareggio
| Maceió 4 agosto 1964 | CSA | 1 – 3 | Confiança |  |

#### Semifinale

##### Andata
| Campina Grande 9 agosto 1964 | Campinense | 2 – 1 | Confiança |  |

##### Ritorno
| Aracaju 16 agosto 1964 | Confiança | 4 – 1 | Campinense |  |

##### Spareggio
| Aracaju 18 agosto 1964 | Confiança | 2 – 0 | Campinense |  |

#### Finale

##### Andata
| Fortaleza 30 agosto 1964 | Ceará | 3 – 0 | Confiança |  |

##### Ritorno
| Aracaju 6 settembre 1964 | Confiança | 2 – 1 | Ceará |  |

##### Spareggio
| Aracaju 9 settembre 1964 | Confiança | 1 – 2 | Ceará |  |

### Gruppo Nord

#### Quarti di finale

##### Andata
| Belém 26 luglio 1964 | Paysandu | 2 – 0 | Nacional |  |

| Teresina 26 luglio 1964 | River | 4 – 1 | Maranhão |  |

##### Ritorno
| Manaus 2 agosto 1964 | Paysandu | 1 – 1 | Nacional |  |

| São Luís 2 agosto 1964 | Maranhão | 3 – 2 | River |  |

##### Spareggio
| São Luís 4 agosto 1964 | Maranhão | 2 – 1 | River |  |

#### Semifinale

##### Andata
| Belém 9 agosto 1964 | Paysandu | 2 – 2 | Maranhão |  |

##### Ritorno
| São Luís 16 agosto 1964 | Maranhão | 0 – 1 | Paysandu |  |

#### Finale

##### Andata
| Recife 30 agosto 1964 | Náutico | 3 – 1 | Paysandu |  |

##### Ritorno
| Belém 6 settembre 1964 | Paysandu | 0 – 6 | Náutico |  |

### Gruppo Sud

#### Semifinale

##### Andata
| Criciúma 9 agosto 1964 | Metropol | 1 – 1 | Grêmio Maringá |  |

##### Ritorno
| Maringá 16 agosto 1964 | Grêmio Maringá | 1 – 2 | Metropol |  |

#### Finale

##### Andata
| Porto Alegre 2 settembre 1964 | Grêmio | 1 – 1 | Metropol |  |

##### Ritorno
| Criciúma 13 settembre 1964 | Metropol | 2 – 0 | Grêmio |  |

### Gruppo Centro

#### Quarti di finale

##### Andata
| Vitória 26 luglio 1964 | Rio Branco | 1 – 1 | Goytacaz |  |

| Goiânia 26 luglio 1964 | Vila Nova | 3 – 1 | Cruzeiro do Sul |  |

##### Ritorno
| Campos dos Goytacazes 2 agosto 1964 | Goytacaz | 0 – 3 | Rio Branco |  |

| Goiânia 9 agosto 1964 | Cruzeiro do Sul | 2 – 2 | Vila Nova |  |

#### Semifinale

##### Andata
| Goiânia 16 agosto 1964 | Vila Nova | 2 – 1 | Rio Branco |  |

##### Ritorno
| Vitória 20 agosto 1964 | Rio Branco | 4 – 0 | Vila Nova |  |

##### Spareggio
| Vitória 23 agosto 1964 | Rio Branco | 2 – 0 | Vila Nova |  |

#### Finale

##### Andata
| Vitória 6 settembre 1964 | Rio Branco | 1 – 1 | Atlético Mineiro |  |

##### Ritorno
| Belo Horizonte 10 settembre 1964 | Atlético Mineiro | 1 – 0 | Rio Branco |  |

## Secondo turno

### Zona Nord

#### Finale

##### Andata
| Recife 20 settembre 1964 | Náutico | 3 – 0 | Ceará |  |

##### Ritorno
| Fortaleza 27 settembre 1964 | Ceará | 1 – 0 | Náutico |  |

##### Spareggio
| Fortaleza 29 settembre 1964 | Ceará | 4 – 0 | Náutico |  |

### Zona Sud

#### Finale

##### Andata
| Belo Horizonte 20 settembre 1964 | Atlético Mineiro | 1 – 0 | Metropol |  |

##### Ritorno
| Criciúma 27 settembre 1964 | Metropol | 1 – 2 | Atlético Mineiro |  |

## Fase finale

### Quarti di finale

#### Andata
| Feira de Santana 18 ottobre 1964 | Fluminense de Feira | 2 – 1 | Ceará |  |

| Porto Alegre 18 ottobre 1964 | Atlético Mineiro | 1 – 4 | Santos |  |

#### Ritorno
| Fortaleza 25 ottobre 1964 | Ceará | 2 – 0 | Fluminense de Feira |  |

| Santos 25 ottobre 1964 | Santos | 5 – 1 | Atlético Mineiro |  |

#### Spareggio
| Fortaleza 27 ottobre 1964 | Ceará | 2 – 0 | Fluminense de Feira |  |

### Semifinali

#### Andata
| Santos 4 novembre 1964 | Santos | 3 – 2 | Palmeiras |  |

| Fortaleza 8 novembre 1964 | Ceará | 1 – 2 | Flamengo |  |

#### Ritorno
| San Paolo 10 novembre 1964 | Palmeiras | 0 – 4 | Santos |  |

| Rio de Janeiro 18 novembre 1964 | Flamengo | 3 – 1 | Ceará |  |

### Finale

#### Andata
| Santos 16 dicembre 1964 | Santos | 4 – 1 | Flamengo |  |

#### Ritorno
| Rio de Janeiro 19 dicembre 1964 | Flamengo | 0 – 0 | Santos |  |

## Verdetti
- Santos vincitore della Taça Brasil 1964 e qualificato alla Coppa Libertadores 1965.